# Perknaster charcoti
Perknaster charcoti is een zeester uit de familie Ganeriidae.
De wetenschappelijke naam van de soort werd in 1912 gepubliceerd door René Koehler.